# Bronislava Volková
Bronislava Volková, rodným jménem Bronislava Fischerová (* 15. května 1946, Děčín) je česká spisovatelka a bohemistka, která strávila více než 40 let v exilu v zahraničí.

## Život
Bronislava Volková se narodila v Děčíně 15. května 1946. Její otec Štěpán Fischer byl strojním inženýrem, matka Markéta Morenová byla houslovou virtuoskou. Vyrůstala v Praze, kde navštěvovala jak základní, tak střední školu. V roce 1969 absolvovala na Filosofické fakultě Univerzity Karlovy v oboru ruština a španělština. O rok později získala doktorát ze slovanské a obecné jazykovědy. Protože odmítla vstoupit do komunistické strany, nemohla obhájit svou kandidátskou práci. Tato skutečnost byla jedním z důvodů jejího odchodu do exilu. Mezi lety 1974 a 1976 žila v Kolíně nad Rýnem, později přesídlila do Spojených států amerických. Za nedovolené opuštění republiky byla ve své nepřítomnosti režimem odsouzena k 1,5 roku žaláře.
Během svého univerzitního působení Volková vyučovala na šesti různých univerzitách ve třech zemích, například Universität zu Köln, University of Virginia a Harvard University. Za její domovskou univerzitu je považována Indiana University v Bloomingtonu, kde přednášela od roku 1982 na katedře slovanských jazyků a literatur. Pod jejím vedením zde třicet let fungoval český program. Řádnou profesorkou slavistiky se stala v roce 1991.
V rámci své akademické tvorby Volková napsala mnoho článků a dvě rozsáhlé monografie z oblasti lingvistické a literární sémiotiky: Emotive Signs in Language (1987) a A Feminist’s Semiotic Odyssey through Czech Literature (1997). Jejím nejnovějším dílem je kniha esejí Forms of Exile in Jewish Literature and Thought (Twentieth-Century Central Europe and Migration to America) (2021), česká verze Podoby exilu v židovské literatuře a myšlení (Střední Evropa ve dvacátém století a přesun do Ameriky) (2022). Mezi lety 1976 a 1992 vycházela její tvorba v zahraničí pod nepřechýleným jménem Bronislava Volek.
Volková se věnovala zejména struktuře emotivních znaků a významů, rozdílům mezi emotivitou, expresivitou, intenzitou a hodnotovostí, dále typologii funkcí jazykového opakování v ruském a španělském dialogu, emfázi v ruské, španělské a české syntaxi a dalším sémiotickým tématům.
Ze sémiotického hlediska analyzovala rovněž díla předních českých autorů jako je Mácha, Kundera, Němcová, Čapek, Hrabal, Havel a další. Její práce se zaměřují na otázky vztahů mezi muži a ženami, odpovědnosti, viny, nevinnosti, rasismu, nacionalismu, eurocentrismu, vztahu mezi privátní a veřejnou sférou, únikem a vizí, smrtí a dalšími tématy. Volková se dále zabývala emotivními znaky v poezii. Poetiku autorů nebo básní vystihuje prostřednictvím typologie a frekvence použitých emotivních znaků. Některé z těchto sémiotických prací byly poté recenzovány řadou autorů z různých zemí. Úryvky z některých prací byly dokonce přeloženy do češtiny, ruštiny a němčiny.
Během své akademické dráhy Volková přednášela a vedla řadu kurzů a prací z různých oborů, vč. obecné jazykovědy, slavistiky, divadla, srovnávací literatury, filosofie, historie, folkloru, judaistiky, komunikace a kultury, sémiotiky, kognitivní lingvistiky a literárního překladu.
Mimo jazykovědnou činnost se Volková rovněž věnuje vlastní literární tvorbě, zejména poezii. Její básně vycházejí jak v časopisech, tak jako sbírky. Jedná se o reflektivní, existenciální a duševně hlubokou poezii. Od roku 1999 své básně píše a publikuje dvojjazyčně, tedy v češtině i angličtině. Celkem pak byla Volkové tvorba přeložena do nejméně 13 jazyků. Volková byla pozvána k účasti na řadě mezinárodních festivalů poezie, např. Slavjanska pregradka (Varna, Bulharsko), Gates of Poetry (Rešice, Rumunsko), Slavjanskie tradicii (Praha, Česká republika a Ščolkine, Ukrajina), Galovićeva Jeseń (Koprivnica, Chorvatsko), Gorski Kotar (Delnice, Chorvatsko), Lytavry (Černigov, Ukrajina), Centr Evropy (Polock, Bělorusko), LiFFt (Baku, Azerbaijan), Den poezie (Praha, Česká republika), Festival of English poetry (Dhaka, Bangladesh), International Poetry Festival (Medellín, Colombia) a mnoha dalších. Dále se zúčastnila řady mezinárodních antologií poezie a přednášela na různých světových univerzitách.

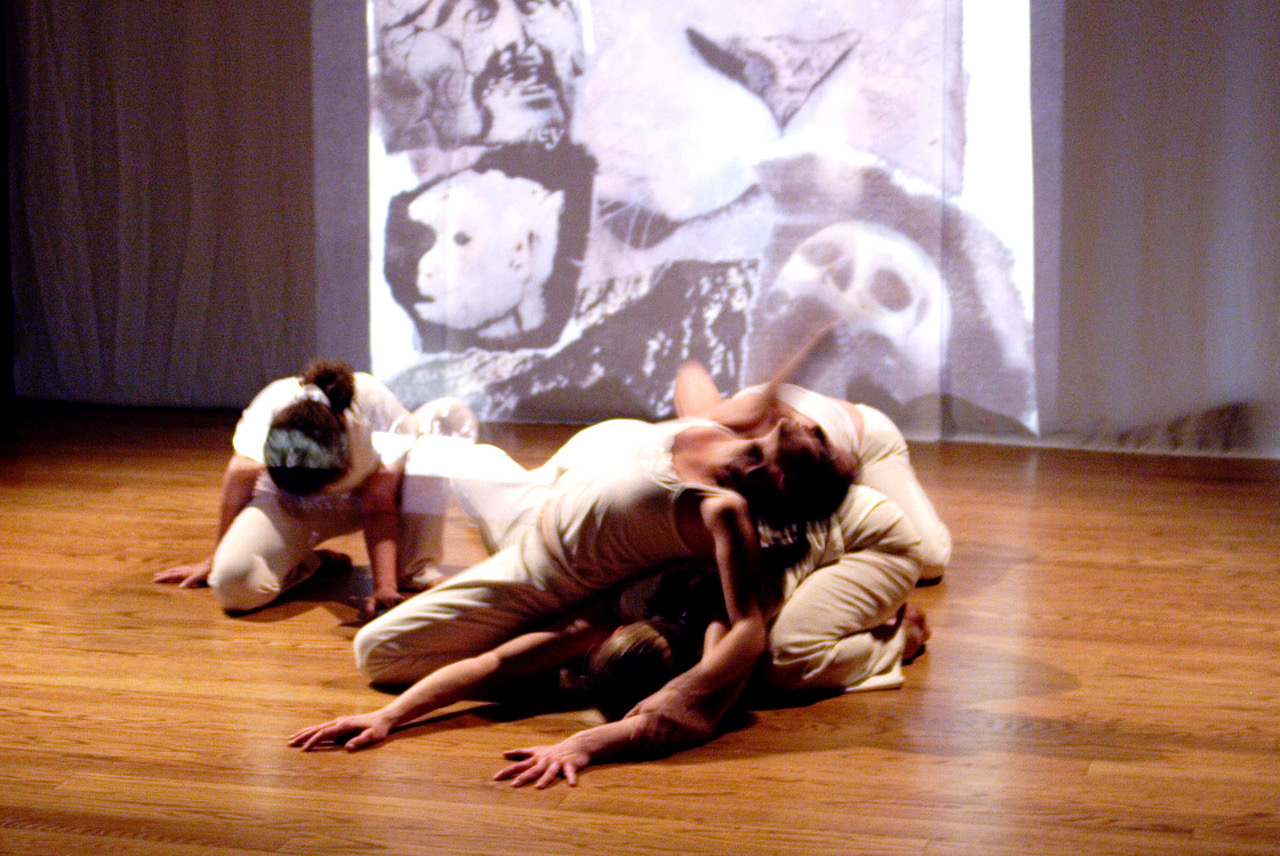
Snímek z multimediálního představení ke knize Ze tmy zrozená (Born Out of Darkness), Bloomington, 2005

K její poezii se vyjádřili známí autoři jak z Česka, tak ze zahraničí, např. Bohumil Hrabal, Miroslav Holub, Arnošt Lustig, W. S. Merwin, Willis Barnstone, Petr Král, Igor Hochel, Atanas Zvezdinov a další.
Poezii se věnuje také jako překladatelka. Přeložila mnoho básní z češtiny do angličtiny, ale také slovanské básně do češtiny či španělské do ruštiny. V roce 2008 vyšla její rozsáhlá dvojjazyčná antologie české poezie 20. století Po hřbetě ďábla/Up the Devil’s Back. Své vlastní básně typicky překládá do angličtiny a do ruštiny.
Do její tvorby patří také povídky a eseje na téma exilu, které také vyšly v několika jazycích.
Bronislava Volková je členkou českého a amerického PEN klubu. Se svou literární tvorbou se také stala laureátkou několika mezinárodních literárních cen.
Mezi její vášně patří tvorba koláží. Touto výtvarnou činností doplňuje i svou literární tvorbu. Mnohé z jejích sbírek poezie jsou doprovázeny vlastními ilustracemi v podobě koláží. Svá čtení rovněž spojuje s projekcemi svých koláží a vytváří tak jedinečná multimediální představení.

## Ocenění
- George Gall Memorial Award za vědeckou práci v literatuře a za významné přispění k moderní poezii, System Research Foundation, Baden Baden, 1988
- Cena za vynikající přispění k vědě a kultuře, Československá společnost pro vědu a umění, Praha, 2009
- Cena za životní básnické dílo a dlouhodobou činnost pro kulturní výměnu mezi Slovany, Syndikát bulharských učitelů, Varna, 2012
- Laureátka literární ceny Pražská múza a ceny za literární překlad, Evropský kongres literátů, Krym, 2016
- Stříbrná medaile Mezinárodního festivalu LiFFt, Baku, 2019
- Diplom Atanase Vančeva za literární mistrovství, Sozvezdie duchovnosti, Kyjev, 2022

### Poezie
- Motáky do uší pěny (1984)
- Dům v ohni (1985)
- Vzduch bez podpatků (1987)
- Jistá nepřítomnost (1990)
- Proměny (1991)
- Zranitelnost země (1992)
- Hluchoněmá dlaň (1993)
- Roztříštěné světy (1995)
- Vstup do světla (2002)
- Ze tmy zrozená (2004)
- A pít budem ze studní lahodných (2010)
- Vzpomínky moře (2011)
- Az sym tvoiata sydba (2013)
- Neprinaležnisť (2014)
- Šepot vselennoj (2015)
- Být stromem, který zpívá (2016)
- Z druhej strany duše (2016)
- Vítr na kolenou (2019)
- Návrat (2019)

### Vědecké publikace
- Emotive Signs in Language and Semantic Functioning of Derived Nouns in Russian (1987)
- Czech Poets and Writers Reminisce and Envision (1991)
- A Feminist's Semiotic Odyssey through Czech Literature (1997)
- Up the Devil's Back/Po hřbetě ďábla: A Bilingual Anthology of 20th Century Czech Poetry (2008)
- Forms of Exile in Jewish Literature and Thought (2021)

### O autorce
- Obrys/Kontur, Západní Německo, 6, č. 2, 1986 (Bohumil Hrabal: „O verších Bronislavy Volkové“).
- Hlas odjinud, film, Praha 1990 (Petr Kotyk: Bronislava Volková ve Viole, Archiv Památníku písemnictví).
- Romboid, Československo, č. 7, 1991 (Igor Hochel: „3 x z PmD“).
- Publisher's Weekly, USA, 14. 6, 1993 („The Courage of the Rainbow“).
- Prague Post, July 1994 (Alan Levy: "Bronislava Volkova: The Poet as Healer").
- World Literature Today, USA Winter 1995 („Courage of the Raibow“ by Pearl-Angelika Lee).
- Proglas, Brno, Česká republika, 8, 1996, 47-48 (Mojmír Trávníček: „Roztříštěné světy“).
- Proměny nepřítomnosti, Praha 2004, film (Petr Kotyk: Bronislava Volková Čtení v PEN klubu, Archiv Památníku písemnictví).
- Slovník českých spisovatelů ve dvou dílech, Akademie věd, Praha, 1998.
- J. Češková: Bronislava Volková - básnířka dvou světů, diplomová práce, Liberecká univerzita, 1998.
- Vladimír Novotný: “Laudatio ad Bronislava Volková, Listopad, Liberec, 2000.